# Дуб (Томашівський повіт)
Дуб (пол. Dub) — частина колонії Вепрове Озеро у Польщі, в Люблінському воєводстві Томашівського повіту, ґміни Томашів.